# درجات الأزرق

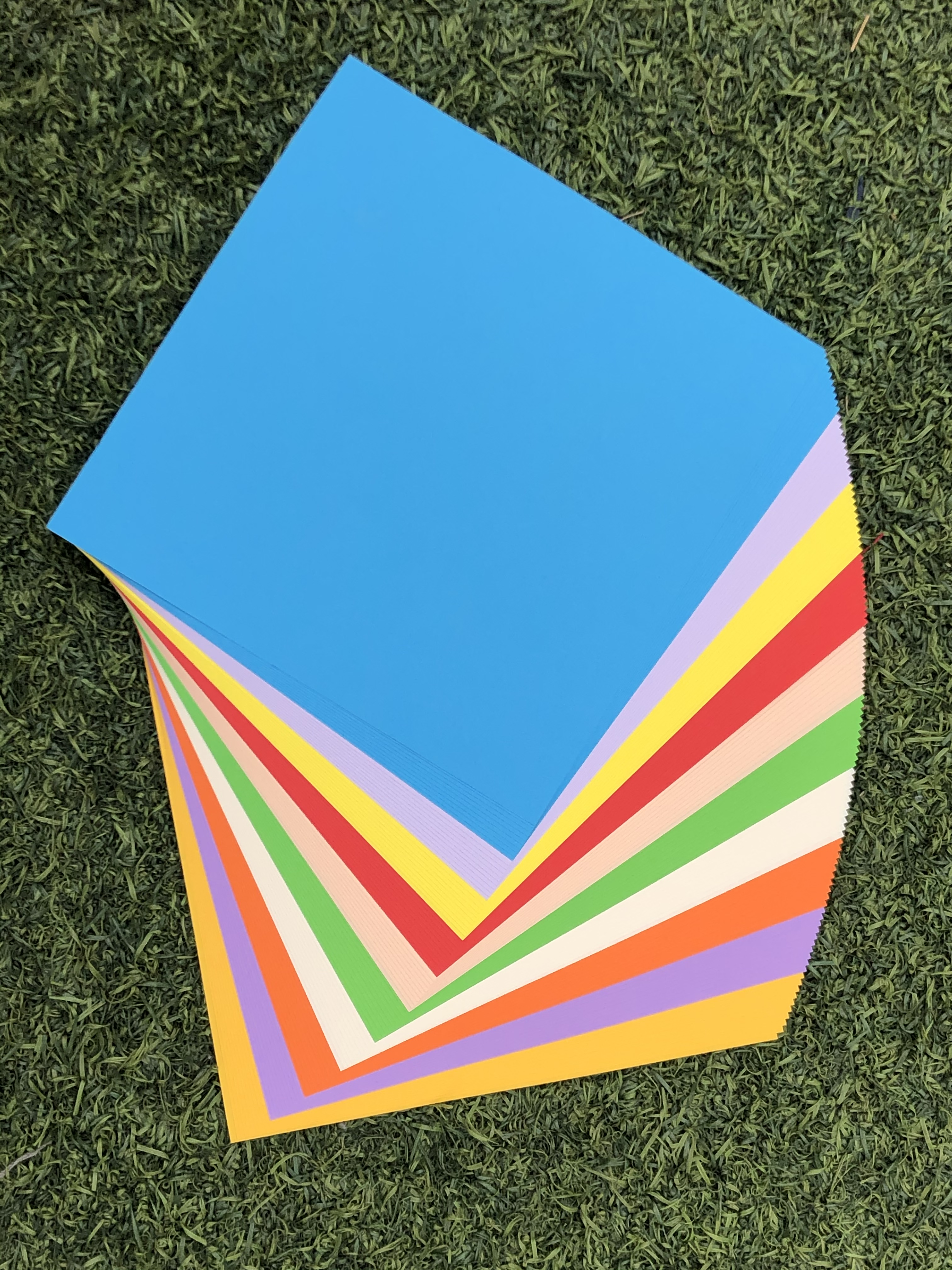
ورق ملون باللون الأزرق في الأعلى

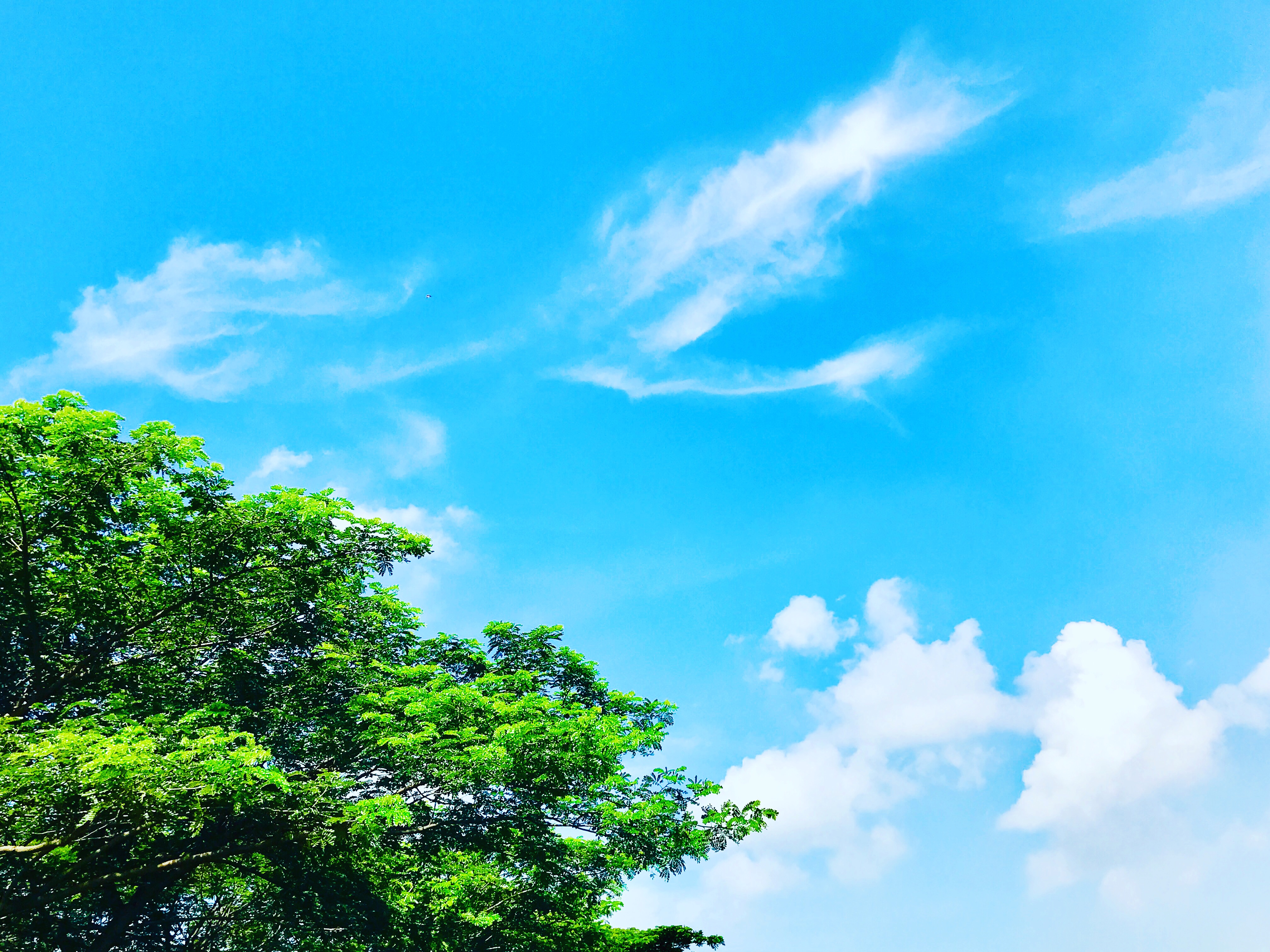
سماوات زرقاء

الدرجات المختلفة من اللون الأزرق قد تختلف في (صبغة اللون، والتلون (شباع)، أو إضاءة اللون أو السطوع)، أو في اثنين أو ثلاثة من هذه الصفات.
تسمى الاختلافات في القيمة أيضًا الصبغات والظلال، الصبغة تكون زرقاء أو صبغة أخرى ممزوجة بالأبيض، ويتم خلط ظل اللون مع الأسود.
يتم عرض مجموعة كبيرة من هذه الألوان المختلفة أدناه.

## صبغات من اللون الأزرق
في هذا القسم، يتم استخدام مصطلح الصبغة بمعناه التقني كما هو مستخدم في نظرية الألوان، أي اللون الأزرق الممزوج بالأبيض أو الرمادي الفاتح .

## سماوي فاتح
يُعرف السماوي الفاتح بأنه أحد ألوان الباستيل. مع كود 199، هذا اللون هو درجة من اللون اللازوردي .
أول استخدام مسجل للون السماوي الفاتح أو Baby Blue كاسم لوني باللغة الإنجليزية كان عام 1892.

### الأزرق الفاتح
يتم عرض لون الويب الأزرق الفاتح في مربع الألوان على اليمين. تُعرف الاختلافات في هذا اللون باسم أزرق سماوي أو أزرق فاتح. داخل نظام الألوان X11 ، برمز صبغة 194، هذا اللون أقرب إلى السماوي منه إلى الأزرق.
أول استخدام مسجل لمصطلح «أزرق فاتح» كمصطلح لوني في اللغة الإنجليزية كان في عام 1915.